# 20 y serenos
20 y serenos es el duodécimo disco del grupo de rock español Porretas. 
Con este disco, Porretas celebran su 20 aniversario. En él interpretan sus canciones más significativas en colaboración con varios artistas como: Rubén Pozo de Pereza, Raimundo Amador, Javier Andreu de La Frontera o Melendi, entre otros; 18 en total, más el tema «Porretas» en el que cantan todos y la nueva canción «En el quinto pino», dedicada al bar madrileño del barrio de Hortaleza.
El álbum se publicó el 3 de mayo de 2011.

## Lista de canciones
CD 1
1. Ahora Lo Llevamos Bien (Raimundo Amador).
2. El Deudor del Condado de Hortaleza (Javier Andreu de La Frontera).
3. Si Nos Dejáis (Rosendo).
4. Última Generación (Kutxi Romero de Marea).
5. Si Los Curas Comieran Chinas del Río (Evaristo de Gatillazo).
6. La Del Fútbol (El Sevilla de Mojinos Escozios).
7. Antimilitar, Antisocial (Boikot).
8. Si Bebes, No Conduzcas (Brigi de Koma).
9. Marihuana (Pulpul de (Ska-P).
10. Jodido Futuro (Jesús Cifuentes de Celtas Cortos).

CD2
1. Los Doce Mandamientos (Fortu de Obús).
2. Hortaleza (El Drogas de Barricada).
3. Si lo sé me meo (Fernando Madina de Reincidentes).
4. Joder Que Cruz (Julián Hernández de Siniestro Total).
5. Aún Arde Madrid (Rubén Pozo de Pereza).
6. Dos Pulgas en un Perro (Melendi).
7. Barriobajero (Yosi de Los Suaves).
8. Esta Vida es una Mierda (Aurora Beltrán y Amparo Sánchez de Amparanoia).
9. En El Quinto Pino (Tema nuevo)
10. Porretas (Todos).

## DVD
- El DVD incluye entrevistas e imágenes de los artistas que colaboran en la grabación del disco, varios extras y un videoclip de Marihuana con Pulpul de Ska-P.

## Formación
- Rober: voz y guitarra.
- El Bode: guitarra.
- Manolo Benítez - guitarra.
- Pajarillo: bajo y voz.
- Luis: batería.